# منى ضميدي
منى نبيل محمد ضميدي هي رائدة أعمال ومدافعة عن حقوق المرأة. وُلدت في 14 ديسمبر 1988 في نابلس. حصلت على درجة الدكتوراه في الهندسة البرمجية المتقدمة وتعلم الآلة، ودرجة الماجستير مع مرتبة الشرف في الهندسة البرمجية وإدارة البيانات من جامعة مانشستر في المملكة المتحدة. خلال شهر سبتمبر من عام 2024 تولت الضميدي منصب أستاذ مساعد وعميد كلية العلوم الرقمية في الجامعة العربية الأمريكية. وانضمت سابقًا إلى جامعة النجاح الوطنية في عام 2016، لتصبح أصغر امرأة تحمل شهادة الدكتوراه في كلية الهندسة وتكنولوجيا المعلومات في جامعة النجاح الوطنية. وفي عام 2014، أصبحت عضوًا في مجلس إدارة النساء في الهندسة والمرأة العربية في مجال الحوسبة.

## النشأة والتحصيل العلمي
في عام 1993، انتقلت ضميدي مع عائلتها إلى مدينة دندي في المملكة المتحدة، والتحقت بالمدرسة الابتدائية في مدرسة هاوكهيل ومدرسة بارك بليس. أنهت تعليمها الثانوي في فلسطين. وحصلت منى ضميدي على درجة البكالوريوس في هندسة الحاسوب من جامعة النجاح الوطنية في نابلس. وبعد حصولها على درجة الماجستير في الهندسة البرمجية المتقدمة وإدارة البيانات في عام 2010/2011 من جامعة مانشستر، حصلت على درجة الدكتوراه في الذكاء الاصطناعي.

## التقدير والجوائز
منذ عام 2014، أصبحت منى ضميدي عضوًا في مجلس إدارة النساء في الهندسة والمرأة العربية في الحوسبة. وفي عام 2017، أصبحت "أول امرأة تتولى رئاسة معهد مهندسي الكهرباء والإلكترونيات (IEEE) في فلسطين." لاحقًا، أصبحت أول امرأة تحصل على العضوية الرفيعة من IEEE. وفي عام 2019، أصبحت المديرة المشاركة لمنظمة Girls in Tech في فلسطين، التي كانت "أول فرع لمنظمة Girls in Tech في منطقة الشرق الأوسط وشمال إفريقيا."
حصلت على جائزة عن مشروع تعلم الآلة "اكتشاف سرطان الجلد" في جوائز القمة العالمية لمجتمع المعلومات لعام 2020.
كما كانت إحدى ممثلي فريق جامعة النجاح الوطنية في المؤتمر الدولي السنوي السادس للنساء العربيات في مجال الحوسبة في مارس 2019.